# Aumussier
Aumussier est un ancien métier, aujourd'hui disparu. L'aumussier est un marchand bonnetier.

## Étymologie
L'aumusse est une fourrure portée en capuchon qui descend sur les épaules. Elle était portée par tous au Moyen Âge pour se protéger du froid, avant de devenir un insigne distinctif des chanoines.